# ألكسندر نيكولين
ألكسندر نيكولين (بالروسية: Никулин, Александр Павлович)‏ هو لاعب كرة قدم روسي في مركز الوسط، ولد في 14 فبراير 1979 في سامارا في روسيا. لعب مع أنجي محج قلعة وأورال يكاترينبورغ وكريليا سوفيتوف سامارا ونادي أورينبورغ.